# 1989 год в телевидении
Список 1989 год в телевидении описывает события в мире телевидения, произошедшие в 1989 году.

## События

### Январь
- 1 января
  - Начало вещание китайского телеканала «CCTV-3».
  - Начало вещания калужского телеканала «Ника-ТВ».

### Февраль
- 5 февраля
  - Начало вещание французских спортивных телеканалов «Eurosport» и «Eurosport 2».
  - Начало вещания британского круглосуточного телеканала «Sky News».
  - На Первой программе ЦТ вышла в эфир музыкальная программа «А».

### Март
- 1 марта — Начало вещания в тестовом режиме телеканала «IDB1».
- 6 марта — Основана региональная компания «ГТРК „Тверь“».

### Апрель
- 17 апреля — Начало вещания американского кабельного и спутникового телеканала новостей бизнеса «CNBC».
- 28 апреля — Телеканал «IDB1» начал полноценное вещание.

### Июль
- 1 июля — Начало вещания французского частного музыкального телеканала «MCM».

### Сентябрь
- 1 сентября — Начало вещания «TV1000».
- 4 сентября
  - Вышла в эфир музыкальная передача «50х50».
  - Начало тестового вещания телеканала из Горького ННТВ. Тестировался до августа 1992 года.

### Октябрь
- 2 октября — Начало вещание коммерческого телеканала «RTL 4».

### Ноябрь
- 1 ноября — Начало вещания 2x2.
- 20 ноября — Начало вещание телевизионной сети «Mega Channel».

### Декабрь
- 1 декабря
  - Запущен испанский телеканал «TVE Internacional» в тестовом режиме.
  - Основана стержевская телерадиокомпания «СТВ».
  - Начало вещания два краснодарских телеканалов «Пионер» и «Екатеринодар».
  - Начало вещания барнаульского регионального телеканала «Бетта ТВ».
  - Начало вещания якутского телеканала «СТВ».
- 17 декабря — Телепремьера первой серии Симпсонов как самостоятельного мультсериала.
- 31 декабря — Начало вещание греческого частного телеканала «ANT1».

## Без точных дат

### Основанные телерадиокомпании
- Основано Телерадио Гагаузии.

### Запущенные телеканалы
- Запущен телеканал Мозырь.

### Вышедшие телефильмы и телесериалы
- Моя вторая мама (Мексика)
- Просто Мария (Мексика)

## Родились
- 13 января — Александра Суворова — российская телеведущая и журналистка.
- 15 января — Екатерина Фоменко — российская телеведущая и актриса.
- 12 апреля — Эльмира Эфендиева — российская телеведущая и журналистка.